# فانيلين
الوَنِيلِّين أو الفانيلين أو نيلين هو ألدهيد فينولي يتبلور على شكل إبر بيضاء ويوجد مع عطور أخرى في قرون نبتة الفانيليا ويستخدم كبديل عن المادة المستخرجة من الفنيلية.